# Metabolit
Metaboliti su intermedijeri i produkti metabolizma. Termin metabolit je obično ograničen na male molekule. Primarni metaboliti direktno učestvuju u normalnom rastu, razvoju, i reprodukciji. Sekundarni metaboliti nisu direktno obuhvaćeni tim procesima, ali obično imaju važnu ekološku funkciju. Primeri takvih metabolita su antibiotici i pigmenti.
Metabolom formira velike mreže metaboličkih reakcija, gde proizvodi jedne enzimske hemijske reakcije postaju supstrati drugih hemijskih reakcija.
Metaboliti hemijskih jedinjenja, bilo da su nasledni ili farmaceutski, se formiraju kao deo prirodnog biohemijskog procesa degradacije i eliminacije jedinjenja. Brzina degradacije jedinjenja je važna odrednica dugotrajnosti i intenziteta njegovog dejstva. Profilisanje metabolita farmaceutskih jedinjenja, metabolizam lekova, je važan deo procesa prolaženja lekova, koji omogućava potpunije razumevanje nepoželjnih sporednih efekata

## Literatura
1. ↑  Oliver SG, Winson MK, Kell DB, Baganz F (1998). „Systematic functional analysis of the yeast genome”. Trends in Biotechnology. 16 (9): 373—8. PMID 9744112. doi:10.1016/S0167-7799(98)01214-1.
2. ↑  Griffin JL, Vidal-Puig A (2008). „Current challenges in metabolomics for diabetes research: a vital functional genomic tool or just a ploy for gaining funding?”. Physiol. Genomics. 34 (1): 1—5. PMID 18413782. doi:10.1152/physiolgenomics.00009.2008.
3. ↑  Pearson H (2007). „Meet the human metabolome”. Nature. 446 (7131): 8. Bibcode:2007Natur.446....8P. PMID 17330009. doi:10.1038/446008a.

## Spoljašnje veze
- Metabolomski alati Архивирано на веб-сајту  (2. март 2010)
- Ljudski metabolom
- GOLM metabolom baza podataka